# Phytoliriomyza papae
Phytoliriomyza papae este o specie de muște din genul Phytoliriomyza, familia Agromyzidae, descrisă de Spencer în anul 1984.
Este endemică în Bolivia. Conform Catalogue of Life specia Phytoliriomyza papae nu are subspecii cunoscute.